# Transpozice matice

Transponovanou matici k matici lze získat převrácením prvků podél její hlavní diagonály. Opakovaná operace transpozice na transponované matici vrátí prvky do původní polohy.

V lineární algebře se matice, která vznikne z matice {\displaystyle {\boldsymbol {A}}} vzájemnou výměnou řádků a sloupců, nazývá matice transponovaná k matici {\displaystyle {\boldsymbol {A}}} a obvykle se značí {\displaystyle {\boldsymbol {A}}^{\mathrm {T} }}.  Odpovídající operace je tzv. transpozice matice. 
Transpozici matice zavedl v roce 1858 britský matematik Arthur Cayley.  Reprezentuje-li matice  {\displaystyle {\boldsymbol {A}}} binární relaci, pak její transpozice {\displaystyle {\boldsymbol {A}}^{\mathrm {T} }} odpovídá inverzní relaci.

## Definice
Matici transponovanou k matici {\displaystyle {\boldsymbol {A}}} lze získat libovolnou z následujících metod:
1. Převrácením {\displaystyle {\boldsymbol {A}}} podél její hlavní diagonály nebo
2. zápisem řádků {\displaystyle {\boldsymbol {A}}} do sloupců {\displaystyle {\boldsymbol {A}}^{\mathrm {T} }}nebo
3. zápisem sloupců {\displaystyle {\boldsymbol {A}}} do řádků {\displaystyle {\boldsymbol {A}}^{\mathrm {T} }}.

Formálně, pro jednotlivé prvky transponované matice platí:
{\displaystyle ({\boldsymbol {A}}^{\mathrm {T} })_{ij}=a_{ji}}
Pokud má matice {\displaystyle {\boldsymbol {A}}} rozměry {\displaystyle (m,n)}, pak její transpozicí vznikne matice o rozměrech {\displaystyle (n,m)}.
Symbol {\displaystyle \mathrm {T} } je rezervován pro označení transpozice a neměl by být zaměňován s jiným významem horního indexu, jako např.  název proměnné {\displaystyle i} ve výrazu {\displaystyle {\boldsymbol {A}}^{i}}, znamenajícím {\displaystyle i}-tou mocninu čtvercové matice {\displaystyle {\boldsymbol {A}}}. 

### Ukázky
- Transpozicí matice {\displaystyle {\boldsymbol {A}}={\begin{pmatrix}0&1&2&3\\4&5&6&7\end{pmatrix}}} vznikne {\displaystyle {\boldsymbol {A}}^{\mathrm {T} }={\begin{pmatrix}0&4\\1&5\\2&6\\3&7\end{pmatrix}}}.
- {\displaystyle {\begin{pmatrix}a&b\\c&d\end{pmatrix}}^{\mathrm {T} }={\begin{pmatrix}a&c\\b&d\end{pmatrix}}}

### Definice matic využívající transpozici
Čtvercová matice, jenž je rovna své transpozici, se nazývá symetrická matice; čili {\displaystyle {\boldsymbol {A}}} je symetrická, pokud
{\displaystyle {\boldsymbol {A}}^{\mathrm {T} }={\boldsymbol {A}}}.
Čtvercová matice,  jenž je rovna záporu své transpozice, se nazývá antisymetrická matice; čili {\displaystyle {\boldsymbol {A}}} je antisymetrická, pokud
{\displaystyle {\boldsymbol {A}}^{\mathrm {T} }=-{\boldsymbol {A}}}.
Čtvercová komplexní matice, jejíž transpozice je rovna matici, kde každý prvek je nahrazen k němu komplexně sdruženým číslem, se nazývá hermitovská matice; čili {\displaystyle {\boldsymbol {A}}} je hermitovská, pokud
{\displaystyle {\boldsymbol {A}}^{\mathrm {T} }={\overline {\boldsymbol {A}}}}.
Čtvercová matice, jejíž transpozice se shoduje s její inverzní matici, se nazývá ortogonální matice; čili {\displaystyle {\boldsymbol {A}}} je ortogonální, pokud
{\displaystyle {\boldsymbol {A}}^{\mathrm {T} }={\boldsymbol {A}}^{-1}}.

## Vlastnosti
- Dvojitá transpozice matice je opět původní matice:

{\displaystyle \left({\boldsymbol {A}}^{\mathrm {T} }\right)^{\mathrm {T} }={\boldsymbol {A}}},
neboli operace transpozice je involuce.
- Skalární násobek lze vytknout před operaci transpozice:

{\displaystyle (c{\boldsymbol {A}})^{\mathrm {T} }=c{\boldsymbol {A}}^{\mathrm {T} }}
neboli transpozice zachovává skalární násobek matic.
- Transpozice součtu matic je součtem transponovaných matic:

{\displaystyle ({\boldsymbol {A}}+{\boldsymbol {B}})^{\mathrm {T} }={\boldsymbol {A}}^{\mathrm {T} }+{\boldsymbol {B}}^{\mathrm {T} }}
neboli transpozice zachovává součet matic.
- Transpozice součinu dvou matic je součinem transponovaných matic v obráceném pořadí:

{\displaystyle \left({\boldsymbol {AB}}\right)^{\mathrm {T} }={\boldsymbol {B}}^{\mathrm {T} }{\boldsymbol {A}}^{\mathrm {T} }\,}
Indukcí lze tento vztah rozšířit na součin více matic: {\displaystyle ({\boldsymbol {A}}_{1}{\boldsymbol {A}}_{2}\cdots {\boldsymbol {A}}_{k})^{\mathrm {T} }={\boldsymbol {A}}_{k}^{\mathrm {T} }\cdots {\boldsymbol {A}}_{2}^{\mathrm {T} }{\boldsymbol {A}}_{1}^{\mathrm {T} }}
- Z předchozího vztahu vyplývá, že čtvercová matice {\displaystyle {\boldsymbol {A}}} je regulární, právě když je regulární {\displaystyle {\boldsymbol {A}}^{\mathrm {T} }}. V tomto případě platí, že transpozice inverzní matice je rovna inverzi transponované matice:

{\displaystyle \left({\boldsymbol {A}}^{\mathrm {T} }\right)^{\mathrm {-1} }=\left({\boldsymbol {A}}^{\mathrm {-1} }\right)^{\mathrm {T} }\,}
- Skalární součin dvou reálných sloupcových vektorů {\displaystyle {\boldsymbol {u}}} a {\displaystyle {\boldsymbol {v}}} lze spočítat jako jediný prvek maticového součinu:

{\displaystyle \langle {\boldsymbol {u}}|{\boldsymbol {v}}\rangle ={\boldsymbol {u}}^{\mathrm {T} }{\boldsymbol {v}}}
- Determinant čtvercové matice se transpozicí nezmění:

{\displaystyle \det \left({\boldsymbol {A}}^{\mathrm {T} }\right)=\det {\boldsymbol {A}}\,}
- Vlastní čísla čtvercové matice {\displaystyle {\boldsymbol {A}}} se shodují s vlastními čísly její transpozice {\displaystyle {\boldsymbol {A}}^{\mathrm {T} }}, protože obě matice mají totožný charakteristický polynom.
- Pro libovolnou matici platí, že obě matice {\displaystyle {\boldsymbol {A}}^{\mathrm {T} }{\boldsymbol {A}}} i {\displaystyle {\boldsymbol {A}}{\boldsymbol {A}}^{\mathrm {T} }} jsou symetrické. Symetrie matice {\displaystyle {\boldsymbol {A}}{\boldsymbol {A}}^{\mathrm {T} }}prostě plyne ze skutečnosti, že je sama sobě transpozicí:

{\displaystyle \left({\boldsymbol {A}}{\boldsymbol {A}}^{\mathrm {T} }\right)^{\mathrm {T} }=\left({\boldsymbol {A}}^{\mathrm {T} }\right)^{\mathrm {T} }{\boldsymbol {A}}^{\mathrm {T} }={\boldsymbol {A}}{\boldsymbol {A}}^{\mathrm {T} }}.
- Je-li navíc {\displaystyle {\boldsymbol {A}}} reálná matice, pak obě matice {\displaystyle {\boldsymbol {A}}^{\mathrm {T} }{\boldsymbol {A}}} i {\displaystyle {\boldsymbol {A}}{\boldsymbol {A}}^{\mathrm {T} }} jsou pozitivně semidefinitní.

## Implementace maticové transpozice na počítačích

Ilustrace řádkového a sloupcového pořadí prvků matice

Na počítači se lze často vyhnout výpočtu a ukládání transpozice matice v paměti pouhým přístupem ke stejným datům, ale jen v jiném pořadí. Například softwarové knihovny pro lineární algebru, jako je BLAS, obvykle poskytují možnosti, jak určit, že určité matice mají být interpretovány v transponovaném pořadí, aby se předešlo nutnosti přesunu dat.
V řadě případů je však nutné nebo žádoucí fyzicky přeuspořádat matici v paměti na její transpozici. Například s maticí uloženou v pořadí po řádcích jsou řádky matice v paměti souvislé a sloupce nesouvislé. Pokud je třeba provádět opakované operace se sloupci, například v rychlé Fourierově transformaci, může transpozice matice v paměti (aby sloupce byly souvislé) zrychlit výpočet díky principu lokality paměti.
Ve výpočtech je vhodné provádět transpozici matici s minimálními dodatečnými paměťovými nároky. To vede k problému transpozice matice typu {\displaystyle m\times n} na místě, neboli s dodatečnou pamětí konstantní velikosti,  případně  o velikosti mnohem menší než udává součin {\displaystyle mn} odpovídající alokaci paměti pro celou transponovanou matici. V případě, že {\displaystyle m\neq n}, jde o složitou permutaci uložených dat, jejíž implementace na místě není triviální. Efektivní transpozice matice na místě se stala předmětem četných výzkumných publikací v teoretické informatice už koncem 50. let 20. století.